# Насирабад
Насирабад (енгл. Nasirabad, Ajmer), индијски град у округу Аџмер у држави Раџастан.

## Историја
У време британске управе у Индији,  Насирабад је био важна војна база британске војске. Током Индијског устанка 1857, 15. и 30. пук домородачке пешадије (сепоја) Бенгалске армије, стационирани у граду, побунили су се против британске власти 28. маја 1857.

## Демографија
По попису становништва из 2001. године град је имао 49.111 становника.  По последњем попису из 2011. град је имао 50.804 становника, од чега 56,3 % мушкараца, 11,6 % неписмених и 45 % запослених.